# Droga ekspresowa 79 (Izrael)
Droga ekspresowa 79 (hebr. כביש 79) – droga krajowa biegnąca od położonego na równinie nadmorskiej miasta Kirjat Bialik do miejscowości Maszhad na północy Izraela.

## Przebieg
Droga nr 79 biegnie równoleżnikowo z zachodu na wschód, od nadmorskiego miasta Kirjat Bialik do położonego w okręgu metropolitalnym Nazaretu miasteczka Maszhad.
Swój początek bierze w mieście Kirjat Bialik, na skrzyżowaniu z drogą nr 4. Droga nr 79, jako jednopasmowa droga, kieruje się stąd na wschód i dojeżdża do budowanego węzła drogowego z autostradą nr 22. Po wyjechaniu z miasta droga mija położony na północy cmentarz Cur Szalom i dociera do skrzyżowania z drogą dojazdową do położonego na północy kibucu Afek. Droga tu wykręca łagodnym łukiem na południowy wschód i po 2 km dociera do węzła drogowego Gil'am z drogą nr 781. Można tu zjechać na południowy zachód do miasta Kirjat Atta, lub na północny zachód w kierunku miejscowości I’billin. Natomiast droga nr 79 poszerza się do dwupasmowej drogi i dociera do węzła drogowego Somech z drogą ekspresową nr 70. 2 km dalej jest zjazd do położonego na północy miasta Szefaram i 500 metrów dalej zjazd do położonej na południu wioski Adi. Potem droga dociera do miejscowości Bir al-Maksur i na południowo-zachodnim skraju doliny Bejt Netofa krzyżuje się z drogą nr 784, prowadzącą na południowy zachód do wioski Allon ha-Galil i na północny wschód do kibucu Channaton. Około 500 metrów dalej droga nr 79 dociera do węzła drogowego ha-Movil z drogą ekspresową nr 77, którą jadąc na północny wschód dojeżdża się do wioski Hosza’aja, lub na południowy zachód do miejscowości Zarzir. Droga nr 79 po kolejnym kilometrze dociera do przebudowywanego zjazdu na południe do kibucu ha-Solelim i wioski komunalnej Szimszit. Za skrzyżowaniem droga nr 79 przechodzi w drogę jednopasmową. Po przejechaniu 4 km dojeżdża się do skrzyżowania z drogą nr 7926 umożliwiającego zjazd na północ do moszawu Cippori i Parku Narodowego Cippori. Po 200 metrach jest zjazd na południe do miejscowości Ilut, po czym droga wykręca na północny wschód omijając aglomerację miejską Nazaretu. Do centrum tego miasta można dojechać drogą nr 700. Kilka kilometrów dalej droga nr 79 kończy swój bieg na rondzie na którym można zjechać drogą nr 754 na południowy zachód do miejscowości Ar-Rajna, drogą nr 6400 na południowy wschód do miasta Nof ha-Galil i drogą nr 754 na północny wschód do miejscowości Maszhad i Kefar Kanna.